# Трећи закон термодинамике
Трећи закон термодинамике је један од четири основна закона термодинамике. Он говори о немогућности достизања апсолутне нуле температуре. Тврди да када се систем асимптотски приближава температурној апсолутној нули ентропија тежи својој минималној вредности (нули).